# Strepsitaurus rugus
Strepsitaurus rugus är en snäckart som beskrevs av Cotton 1953. Strepsitaurus rugus ingår i släktet Strepsitaurus och familjen Camaenidae. Inga underarter finns listade i Catalogue of Life.